# Stufe (Rollenspiel)
Als Stufe (englisch [experience] level) bezeichnet man in vielen Rollenspielen einen Zahlenwert, der zusammenfassend die Stärke und den Fortschritt der Entwicklung eines Spielercharakters angibt. Genauer redet man auch von Erfahrungsstufe oder Charakterstufe. Das Konzept der Stufen wurde von frühen Pen-&-Paper-Rollenspielen wie Dungeons & Dragons eingeführt.
In Computer-Rollenspielen existiert dieser Begriff gleichbedeutend. Als Leveln wird dabei allgemein das Aufsteigen des Charakters (also das Fortschreiten der Entwicklung der Spielfigur) bezeichnet. Im Speziellen kann unter dem Begriff auch eine Spielstrategie verstanden werden, die zum Ziel hat, möglichst schnell eine hohe Charakterstufe zu erreichen.

## Konzept
In einem Rollenspiel mit Stufensystem sammelt der Charakter für erfolgreiche Abenteuer, Aktionen und Kämpfe Erfahrungspunkte. Erreichen diese einen gewissen Schwellenwert, steigt der Charakter eine Stufe auf (Level Up). Daraufhin können vom Spieler bestimmte Werte des Charakters verbessert werden, teils werden auch komplett neue Fertigkeiten oder Zaubersprüche erlernt. So entwickelt sich der anfangs schwächliche Protagonist während des Spiels weiter und kann es mit immer stärkeren Gegnern und schwereren Aufgaben aufnehmen. Viele Spiele haben dabei einen maximalen Level, der erst nach langer Zeit erreicht werden und den der Charakter nicht überschreiten kann (Level Cap).
Oft werden neben den Spielercharakteren auch Nicht-Spieler-Charakteren, Gegnern und Monstern Stufen zugewiesen, um sie dem Schwierigkeitsgrad angemessen auswählen zu können. Auch Gegenstände und Zaubersprüche können mit Stufen versehen sein, die meistens die Stufe darstellen, die ein Charakter erreichen muss, um sie zu benutzen.

## Alternative Ansätze
Alternativen zu Stufensystemen sind dynamische Systeme, bei denen jede Fähigkeit direkt durch Anwendung verbessert wird, anstatt durch alle Taten ein allgemeines Erfahrungskonto zu erhöhen und dann die Fähigkeiten beliebig zu steigern. Halbdynamische Systeme kombinieren beide Ansätze, indem Fertigkeiten z. B. nicht bei festgesetzten Stufenanstiegen, sondern jederzeit durch Verbrauch der gesammelten Erfahrungspunkte gesteigert werden können.